# Чекмарев, Дмитрий Иванович
 Дмитрий Иванович Чекмарев  (1778—1869) — участник Отечественной войны 1812 года, Русско-турецкой войны, Польского восстания и Крымской войны.

## Биография
Родился в 1778 году в семье дворян Московской губернии.
Воспитывался в дворянском батальоне при 2-м кадетском корпусе; 21 ноября 1807 года из кадетов был произведён в прапорщики, с оставлением при том же батальоне; 20 декабря 1808 года произведён в поручики, а 30 июля 1810 года в штабс-капитаны; 3 ноября 1811 года переведён в Одесский пехотный полк. Во время Отечественной войны участвовал в сражениях под Смоленском, где был в охотниках; под его командованием 3-я гренадерская рота выгнала из форштадта стрелков неприятеля. Затем принимал участие в Бородинском сражении, где в первый же день со своим батальоном был послан в стрелки, получил ранение в правую ногу и за отличие был награждён орденом Св. Владимира 4-й степени с бантом. Находился на излечении в подвижном госпитале и по выздоровлении остался в резервном батальоне; 27 декабря 1812 года был произведён в капитаны.
В 1813 году при сформировании Резервной армии, в батальоне Одесского пехотного полка выступил в Герцогство Варшавское, с 7 августа по 10 сентября находился при блокаде крепости Модлина, откуда командирован с двумя усиленными ротами в действующую армию.
Пройдя Пруссию, Силезию, Саксонию и Вестфалию 18 ноября присоединился к своему Одесскому пехотному полку и 20 декабря, переправившись через Рейн вступил в пределы Франции, где 8 января 1814 года участвовал в сражении при Вакуляре, 17-го при Бриенне и 20-го в генеральном сражении при деревне Ла-Ротьер, за отличие в котором получил золотую шпагу с надписью «за храбрость»;  был назначен старшим адъютантом 21-й пехотной дивизии. За сражение при Мантугале был награждён орденом Св. Анны 2-й степени.
В 1815 году через Польшу вернулся в Россию. В том же году 1815 году, в чине майора, был назначен дежурным штаб-офицером при 7-м пехотном корпусе, по расформировании которого в том же году, возвратился к прежней должности адъютанта. В 1819 году был переведён в Фанагорийский гренадерский полк, 15 сентября 1819 года был произведён в подполковники, а 4 марта 1821 году вышел в отставку «по домашним обстоятельствам» с чином полковника.
В 1824 году он снова вступил в службу — подполковником в Архангелогородский пехотный полк, из которого в 1826 году был переведён в Вологодский. В 1827 году — 25 января был назначен командиром Нижегородского пехотного полка и находился в должности по 2 апреля 1833 года.
В турецкую кампанию 1828—1829 гг. Чекмарев был в сражении при Сатунове, при обложении Мачина, при осаде Силистрии, в сражениях при Кулевче, Девнове, Осане (за отличие в этом деле 22 сентября 1829 года он получил чин полковника) и многих других. В 1830 году принимал участие в Польской кампании и был отмечен в 1831 году польским знаком отличия за военное достоинство 3-й степени и получил 30 мая 1832 года императорскую корону к ордену Св. Анны.
С 26 июня по 8 октября 1834 года состоял на службе в Симбирском егерском полку и был уволен с пенсионом одной трети жалованья.
Со 2 февраля 1838 года — снова на службе при отдельном Кавказском корпусе; в 1839 году исправлял должность коменданта в Баку, а в 1840 — в Шуше.
За 25-летнюю службу в офицерских чинах 4 декабря 1843 года он получил орден Св. Георгия 4-й степени, 19 апреля 1844 года — орден Св. Владимира 3-й степени, а 23 октября 1845 года был произведён в генерал-майоры и назначен командиром третьей, а в 1846 году — второй бригады Кавказских линейных батальонов, но, не вступая в командование ею, был назначен презусом учреждённой при Тифлисском Ордонанс-Гаузе Комиссии военного суда и оставался в этой должности до 1848 года, когда все-таки вступил в командование второй бригадой.
С 1849 по 1851 год он состоял по армии, а 11 декабря 1851 года был назначен командиром 1-й бригады 22-й пехотной дивизии. Принял участие в Крымской войне в составе гарнизона Выборгской крепости.
Уволенный от службы 31 января 1857 года с производством в генерал-лейтенанты, Д. И. Чекмарев уехал в Воронежскую губернию; поселился в Острогожске, где и скончался 26 июля (7 августа) 1869 года, глубоким стариком 91 года.
Был женат на дочери майора, Екатерине Глебовне Безобразовой.